# Gepus gibbosus
Gepus gibbosus är en insektsart som beskrevs av Hölzel 1968. Gepus gibbosus ingår i släktet Gepus och familjen myrlejonsländor. Inga underarter finns listade i Catalogue of Life.